# مقاطعة دوولي (جورجيا)
مقاطعة دوولي (بالإنجليزية: Dooly County)‏ هي إحدى المقاطعات في ولاية جورجيا في الولايات المتحدة الأمريكية.

## أعلام
- روني إل. بوين